# Trump Towers Istanbul
Trump Towers Istanbul — две соединённых между собой башни-близнецы в стамбульском районе Шишли, в Турции. Одна из них представляет собой офисное здание, а вторая — жилое, включающее в себя более 200 резиденций. В комплекс также входит торговый центр с 80 магазинами и мультиплексным кинотеатром. Это первые Trump Towers, построенные в Европе. Его застройщиком стал турецкий миллиардер Айдын Доган в лицензионном партнёрстве с американским бизнесменом и президентом США Дональдом Трампом. Комплекс считается одним из самых известных в Стамбуле. Множество компаний из Европы и Ближнего Востока имеют свои офисы в Trump Towers Istanbul.
В комплексе также расположен единственный «коллекционный» винный погреб в Турции, вместимостью 16 800 бутылок, возведённый компанией Focus Wine Cellars.

## Споры вокруг названия
Турецкий владелец Trump Towers Istanbul, плативший Трампу за использование его имени, сообщил в декабре 2015 года о своём намерении принять все правовые меры для того, чтобы убрать его имя из названия комплекса после того, как тогдашний кандидат в президенты США призвал запретить всем мусульманам въезд в США. В июне 2016 года, президент Турции Реджеп Тайип Эрдоган призвал к удалению имени Трампа из названия башен, отметив, что «Трамп не терпим к мусульманам, живущим в США. И вдобавок к этому, бренд с его именем используется в Стамбуле. Те, кто поместил этот бренд на своё здание, должны немедленно удалить его».
В декабре 2015 года Трамп заявил в радиоинтервью, что у него был «конфликт интересов» в отношениях с Турцией из-за его собственности, сказав: «У меня есть небольшой конфликт интересов, потому что у меня есть крупное, крупное здание в Стамбуле … Оно называется Trump Towers … И я очень хорошо узнал Турцию».